# Moskwicz G5
Moskwicz G5 – radziecki samochód wyścigowy skonstruowany w zakładach Moskwicz, który ścigał się w latach 1968-1976 w sowieckiej Formule 1. Z jego rozwojem był związany wcześniejszy projekt skonstruowania samochodu dla zawodów międzynarodowej Formuły 1, do czego jednak nie doszło.

## Historia
Samochód został zaprojektowany przez Igora Gładilina i Marka Milsztejna w 1968 roku jako rozwinięcie Moskwicza G4. Model różnił się od G4 schematem konstrukcji, odpowiadającym najnowszym trendom zagranicznym, zgodnie z którym skrzynia biegów znajdowała się za przekładnią główną i tylną osią, połączona z przekładnią i sprzęgłem we wspólnej aluminiowej obudowie. Nadwozie było oparte na kratownicy przestrzennej ze stali stopowej, początkowo pokrytej aluminiowymi panelami. Przednie zawieszenie nie różniło się od zastosowanego w Moskwiczu G4, natomiast tylne zostało skonstruowane na nowo. Moskwicz G5 w przeciwieństwie do poprzednich modeli miał hamulce tarczowe na wszystkich kołach, z rozdzielnymi obwodami na przednie i tylne koła. W samochodzie wykorzystano nową, nieseryjną pięciobiegową skrzynię biegów, opracowaną dla potrzeb programu Formuły 1; jej cechą była obecność synchronizatorów na czterech wyższych biegach. Początkowo planowano również zastosować tylny spojler. Do napędu zastosowano wzmocniony silnik R4 z Moskwicza 412 o pojemności 1478 cm³ i mocy początkowo 92 KM, jak w modelu G4M. Do budowy dwóch samochodów G5 wykorzystano podzespoły dwóch Moskwiczy G4M.
We wrześniu 1968 roku pierwszy ukończony samochód zaczął ścigać się w sowieckiej Formule 1, lecz bez sukcesów (zajęto 6. miejsce w wyścigu Jantarnaja Wołga w Rydze). W następnym sezonie w tej serii wystawiono dwa samochody G5. Po pierwszych wyścigach otrzymały nowe silniki, które w porównaniu do poprzednich jednostek miały nie jeden, a dwa wałki rozrządu w głowicy. Silniki te były oznaczone jako Moskwicz 412-2W (ros. Москвич-412-2В), jako że stosowana przez konstruktorów nazwa 413 nie została zatwierdzona. Silniki zostały wyposażone w dwa podwójne gaźniki Weber 40DCO, a ich moc wzrosła do 100 KM przy 5800 obr./min. Ciągle doskonalono silniki: w 1970 roku poprzez m.in. podniesienie stopnia sprężania i zwiększenie rozmiarów zaworów ssących moc wzrosła do 112 KM. W tym samym roku zmodyfikowano układ wydechowy i nadwozie. W 1972 roku została zwiększona pojemność silnika, do 1840 cm³, co spowodowało wzrost mocy do 124 KM. Zwiększono też rozstaw kół, które otrzymały opony większego rozmiaru, i przeniesiono chłodnicę oleju z przedniej części nadwozia ponad silnik.
W 1974 roku oba samochody zostały poddane radykalnej modyfikacji: nadwozia aluminiowe zastąpiono nadwoziami z kompozytu włókna szklanego, które różniły się znacznie w swojej formie od starych nadwozi aluminiowych. Między innymi, miały one nieco większy wlot powietrza do chłodnicy w nosie nadwozia. Ulepszone samochody oznaczono jako Moskwicze G5M (spotykane jest jednak też oznaczanie w ten sposób samochodów już po modyfikacji z 1972 roku). W 1975 roku w kilku wyścigach wystawiono samochody z przejściową jednostką o pojemności 1703 cm³. Samochody ścigały się w sowieckiej Formule 1 do 1976 roku, po którym zaprzestano w ZSRR organizowania zawodów tej serii.
W 1983 roku oba pojazdy zostały przekazane do przyfabrycznego muzeum AZLK, w którym były wystawione do jego zamknięcia w 2009 roku. Następnie trafiły do Muzeum Retro Samochodów w Moskwie (Muziej rietro-awtomobilej).
Trzykrotnie kierowcy Moskwicza G5 zostali mistrzami sowieckiej Formuły 1: w 1969 roku Wadim Rżecicki, w 1972 – Jurij Tierieniecki (w wersji G5M), a w 1973 również w wersji G5M – Nikołaj Kazakow. Ponadto, w 1974 roku Moskwicz G5 zdobył drugie miejsce w klasyfikacji, a w 1973 i 1976 – trzecie (kierowcą był we wszystkich przypadkach Jurij Terenecki).

## Plany startów w międzynarodowej Formule 1
Równolegle z rozwojem samochodów wyścigowych uczestniczących w zawodach krajowych, w latach 60. powstał projekt skonstruowania samochodu do wystawienia w barwach ZSRR w międzynarodowych wyścigach Formuły 1. W 1963 roku grupa młodych inżynierów z zakładów Moskwicz, pod kierunkiem Igora Gładilina i Lwa Szugurowa, rozpoczęła prace nad skonstruowaniem odpowiedniego szybkoobrotowego silnika, który powstał w 1965 roku. Ośmiocylindrowy silnik V8 oznaczony GD1, o pojemności 1500 cm³, opierał się na konstrukcji dwucylindrowego sportowego silnika motocyklowego Wostok S-360 opracowanego w biurze CKB w Sierpuchowie. Według obliczeń silnik miał rozwijać moc maksymalną 200 KM przy 10 500 obr./min, co odpowiadało najlepszym konstrukcjom zagranicznym, jednakże w zakładach Moskwicz nie istniało odpowiednie stanowisko testowe i można było przebadać silnik tylko do prędkości 6000 obr./min, przy której rozwijał 162 KM. Do nowego silnika opracowano także pięciobiegową skrzynię biegów z synchronizatorami na czterech górnych przełożeniach, wykorzystaną później w Moskwiczu G5. Silnik wyposażony był w importowane cztery podwójne gaźniki Weber 280DKB. Dla prób drogowych silnika GD1 przygotowano jako tymczasowe rozwiązanie jedno podwozie G5 z poszerzoną ramą, lecz samochód z tym silnikiem ostatecznie nie wziął udziału w wyścigach, także w ZSRR.
Do skonstruowania samochodu Formuły 1 jednak nie doszło, gdyż nie został zakończony etap rozwoju silnika, podczas gdy w 1965 roku zmieniły się uwarunkowania ekonomiczne na skutek centralizacji zarządzania przemysłem samochodowym (zlikwidowano Rady Gospodarki Narodowej – Sownarchoz, i podporządkowano przemysł Ministerstwu Przemysłu Samochodowego, które nie było zainteresowane finansowaniem zakupów komponentów samochodu i ewentualnych startów w Formule 1, wymagających wydatkowania dewiz). Zakłady Moskwicz nie były w stanie samodzielnie sfinansować programu i w 1967 roku został on zakończony. Ponadto, w 1967 roku dopuszczono w Formule 1 silniki o pojemności do 3000 cm³, co powodowało, że silnik o pojemności 1500 cm³ stał się niekonkurencyjny. Silnik GD1 znajduje się obecnie w zbiorach Muzeum Retro Samochodów w Moskwie.

## Dane techniczne
- Długość: 3820 mm[9]
- Szerokość: 1620 mm[9]
- Rozstaw osi: 2284 mm[9]
- Masa własna: 580 kg[9]

| Wersja        | Silnik:                   | Układ zasilania:               | Średnica × skok tłoka: | St. sprężania: | Moc maksymalna: | Maks. moment obrotowy | 0-100 km/h: | V-max:   |
| ------------- | ------------------------- | ------------------------------ | ---------------------- | -------------- | --------------- | --------------------- | ----------- | -------- |
| 412 (1968)    | R4 1,5 l (1478 cm³), OHC  | 2 podwójne gaźniki Weber 40DCO | 82 mm × 70 mm          | 9,2:1          | 92 KM (68 kW)   | ?                     | ?           | 200 km/h |
| 412-2W (1974) | R4 1,8 l (1840 cm³), DOHC | 2 podwójne gaźniki Weber 40DCO | 81,5 mm × 70 mm        | 9,6:1          | 124 KM (91 kW)  | ?                     | ?           | 210 km/h |